# 이안 스톤의 죽음
《이안 스톤의 죽음》(영어: The Deaths of Ian Stone)은 미국과 영국에서 제작된 다리오 피아나 감독의 2007년 공포 스릴러 영화이다. 마이크 보걸 등이 출연하였고, 브라이언 J. 길버트 등이 제작에 참여하였다.

## 줄거리
영국에 사는 미국인 이언 스톤은 인간의 공포심을 잡아먹는 미지의 존재에 의해 살해되고 전생에 대한 기억이 없이 새로운 인간의 모습으로 깨어나는 일을 거듭 반복하면서 매번 다른 배경과 설정 하에 사랑하는 여자와 함께 끝없이 위험에 처한다. 스톤은 실은 본인 역시 그런 존재 중의 하나였으나 인간을 사랑하면서 변화했다는 걸 깨닫고 사랑을 지켜내려 한다.

## 출연진
- 마이크 보걸
- 크리스티나 콜
- 마이클 딕슨
- 제이미 머리
- 찰리 앤슨
- 마이클 피스트
- 앤드루 버컨
- 폴 워런

## 기타 제작진
- 라인 제작: 폴 리치
- 배역: 캐리 힐턴, 태머라 놋컷
- 미술: 어맨다 맥아더
- 세트: 브리짓 멘지스
- 의상: 낸시 톰프슨